# Valve Corporation
A Valve Corporation (korábban Valve Software, gyakran csak Valve-nak hívják) egy 1996-ban alapított videójátékokat fejlesztő amerikai vállalat, amelynek székhelye a washingtoni Bellevue-ban van.

## Cégtörténet
A Valve Corporation-t 1996-ban alapították meg a Washington állami Kirkland-ben, Amerikában. 2003-ban a cég elköltözött eredeti helyéről a szintén Washington-i Bellevue-ba, ahol korábbi kiadójuk a Sierra On-Line is tartózkodott.
A cég az 1998-ban megjelent világhírű Half-Life videójátékkal debütált, amely több mint 51 Év játéka díjat kapott, továbbá a világ legolvasottabb számítógépes magazinja, a PC Gamer „a legjobb PC-s játéknak” nevezte. Utána különböző módokat, kiegészítőket és további játékokat készítettek, mint például a szintén nagy sikert aratott, 6.5 millió példányban elkelt Half-Life 2-t.
A Valve nevéhez fűződik továbbá a Half-Life 2, a Counter-Strike, a Day of Defeat, a Team Fortress és a Portal. Ezek a játékok több mint 20 millió példányban keltek el világszerte, és a Valve teszi ki az internetes videójátékok piacának 80%-át. Azonkívül, hogy a legkelendőbb videójátékokat termeli, a Valve az egyik vezető csúcstechnológiát fejlesztő cég. Ezt a pozíciót a Source motorral, a Steam-mel és a több mint 16 millió bejegyzett felhasználóval érte el.
2008. január 10-én a Valve bejelentette, hogy felvásárolta a Turtle Rock Studios-t, így a kaliforniai cég a saját részlegükhöz tartozik már.

## Half-Life
Gabe Newell és Mike Harrington a Microsoft-nak dolgoztak, ám onnan kilépve 1996. augusztus 24-én megalapították a Valve-t. Miután 1996 végén engedélyt szereztek a Quake motor felhasználására (ebben segítségükre volt az id Software egyik volt alkalmazottja, Michael Abrash), elkezdtek a Half-Life-on dolgozni. Eredetileg 1997-re tervezték a megjelenését, azonban csak 1998. november 19-én jelent meg. 1998 májusában a Valve felvásárolta a TF Software PTY Ltd-t (amely a Team Fortress-t készítette el a Quake-hez) azzal a céllal, hogy elkészíthessék a Team Fortress 2-t. A Team Fortress Classic mod, ami lényegében az eredeti Team Fortress mod a Quake-hez, 1999-ben jelent meg a Half-Life-fal együtt. Végül 2007. október 10-én jelent meg a Team Fortress 2, a Half-Life 2: Episode Two-val és a Portal-lal együtt csomagolva. A Valve tovább dolgozott a Half-Life-on, és számtalan kiegészítő csomagot adtak ki. Különböző cégekkel együtt működve pedig más platformokra is megjelentették a játékot. Ugyancsak a Half-Life-hoz kapcsolódik a népszerű multiplayer játék, a Counter-Strike és a Day of Defeat.

## Steam

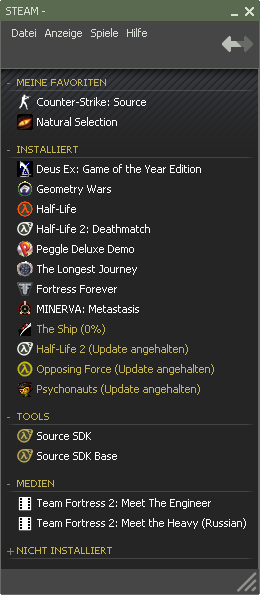
A Steam német kezelőfelülete.

2002-ben a Valve bejelentette a Steam tartalomkézbesítő rendszerét. Ekkor úgy tűnt, hogy ez a rendszer megoldást nyújt a játékok online adatátvitelére. Később a WON-t (World Opponent Network) kicserélték a Steam-re, majd közzé tették a Half-Life multiplayeres részét, aztán további játékokat is.
2002 és 2005 között a Valve egy bonyolult ügybe keveredett a Vivendi Universal-lal. Hivatalosan 2002. augusztus 12-én kezdődött az ügy, amikor a Valve beperelte a Sierra-t szerzői jog megsértéséért, mert a Valve szerint a Sierra illegálisan árusította a játékait néhány internetkávézóban. Később a Valve azt állította, hogy a Sierra megszegte a velük kötött szerződést, visszatartotta a jogdíjakat és a Counter-Strike: Condition Zero nevű játékuk megjelenését akadályozta. A Vivendi azzal vágott vissza, hogy félrevezette a Valve helyzetét Gabe Newell és a marketing vezető, Doug Lombardi a kiadóval való találkozásokkor, továbbá azzal is megvádolták a Valve-t, hogy a Steam rendszerükkel megpróbálták kijátszani a kiadóval kötött szerződésüket. A VUG szellemi tulajdonjogi okokra és egy szabályozásra hivatkozva megtiltotta, hogy a Valve Steam-en árulhassa a Half-Life 2-t.
2004. november 29-én Thomas S. Zilly, az Amerikai Egyesült Államok Seattle-i egyezményes kerületi bírósága bírája a Valve-t támogatta. A bíróság kijelentette, hogy a Vivendi Universal és a Sierra nem jogosultak a Valve játékainak árusítására és azonnal vagy közvetve, internet kávézókon keresztül a végfelhasználókig a pay-to-play értelmében jogosultak csak a játékok kiadására a kiadók. Továbbá Zilly bíró kijelentette, hogy a Valve a kiadó-megállapodás korlátozását figyelmen kívül hagyhatja és a megsértésekért cserébe szerzői jogi károkra hivatkozva vissza követelhet bizonyos összegeket. A Valve a Steam oldalán közölte, hogy a két cég 2005. április 25-én megállapodott.
2005. július 18-án az Electronic Arts bejelentette, hogy egy több évre szóló szerződés keretén belül szívesen összefogna a Valve-val játékaik kiadásában, így leváltanák a Vivendi Universalt. 2008. május 1-jétől több mint 300 PC-s videójáték található a Steam-en. 2015. február 25-étől 125 millió aktív felhasználói fiókkal bír.

## Játékok

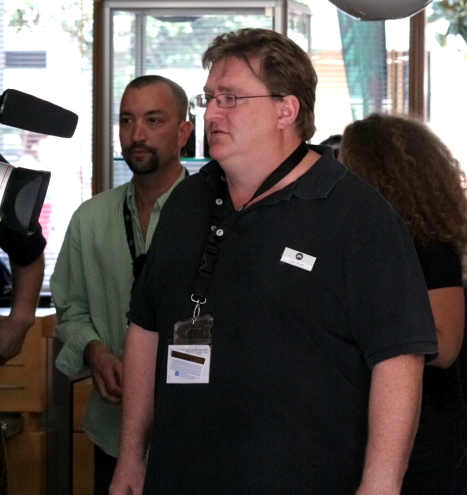
Gabe Newell (elöl) és Doug Lombardi (hátul) 2007-ben.

### Megjelentek időrendi sorrendben
- 1998 – Half-Life
- 1999 – Half-Life: Opposing Force
- 1999 – Counter-Strike
- 1999 – Team Fortress Classic
- 2001 – Half-Life: Blue Shift
- 2003 – Day of Defeat
- 2004 – Counter-Strike: Condition Zero
- 2004 – Counter-Strike: Source
- 2004 – Half-Life 2
- 2004 – Half-Life: Source
- 2005 – Day of Defeat: Source
- 2005 – Half-Life 2: Lost Coast
- 2006 – Half-Life 2: Episode One
- 2007 – Half-Life 2: Episode Two
- 2007 – Team Fortress 2
- 2007 – Portal
- 2008 – Left 4 Dead
- 2009 – Left 4 Dead 2
- 2010 – Alien Swarm
- 2011 – Portal 2
- 2012 – Counter-Strike: Global Offensive
- 2013 – Dota 2
- 2018 – Artifact
- 2020 – Half-Life: Alyx
- 2023 – Counter-Strike 2

### Törölt játék
- Half-Life 2: Episode Three

### Tervezett termékek
- Portal 3
- Half-Life 3